# E. M. Delafield
Edmée Elizabeth Monica Dashwood, geborene de la Pasture (* 9. Juni 1890; † 2. Dezember 1943), besser bekannt unter ihrem Pseudonym E. M. Delafield, war eine britische Schriftstellerin. Ihr Pseudonym als Autorin leitet sich von ihrem Geburtsnamen ab.
Delafields bekanntester und bis heute aufgelegter Roman ist das 1930 erschienene, überwiegend autobiografisch geprägte „Tagebuch einer Lady auf dem Lande“ (Diary of a Provincial Lady), worin in Tagebuchform das Leben einer Britin der oberen Mittelschicht in einem in Devon gelegenen Dorf erzählt wird. Die britische Zeitung  The Guardian nahm das Werk im Jahr 2009 in ihren Literaturkanon 1000 Novels everyone must read (1000 Romane, die jeder gelesen haben muss) auf.

## Leben
Delafield kam in Steyning, Sussex zur Welt. Sie war die älteste Tochter von Graf Henry Philip Ducarel de la Pasture und Elizabeth Lydia Rosabelle, die unter dem Namen Mrs Henry de la Pasture als Schriftstellerin bekannt und erfolgreich war. Nach dem Tod von Henry Philip Ducarel de la Pasture heiratete Delafields Mutter Sir Hugh Charles Clifford, der  von 1912 bis 1919 als Gouverneur der Goldküste, danach bis 1925 in Nigeria, von 1925 bis 1927 in Ceylon und von 1927 bis 1929 in den Straits Settlements und Hochkommissar der malaiischen Staaten als Kolonialgouverneur diente.
Delafield selbst schloss sich 1911 als Postulant einem französischen Orden an, den sie jedoch bald wieder verließ. Nach Ausbruch des Ersten Weltkrieges arbeitete sie als Pflegekraft in Exeter. Ihr erster Roman Zella Sees Herself wurde 1917, noch vor Ende des Ersten Weltkrieges veröffentlicht. Nach Ende des Krieges arbeitete sie für ein Regionalbüro des britischen Arbeitsministeriums in Bristol und veröffentlichte zwei weitere Romane. 
Am 17. Juli 1919 heiratete sie Colonel Arthur Paul Dashwood, den zweiten (und damit nicht erbberechtigten) Sohn aus der Baronetsfamilie der Dashwoods. Arthur Paul Dashwood war Ingenieur, der unter anderem für den Ausbau des Victoria Harbour in Hongkong verantwortlich war. Nach zwei Jahren in Südostasien bestand Delafield jedoch darauf, nach Großbritannien zurückzukehren. Das Ehepaar ließ sich in Kentisbeare, Devon nieder, wo Arthur Paul Dashwood für den Landbesitz der Bradfields als Gutsverwalter arbeitete. Aus der Ehe gingen die Kinder Lionel und Rosamund, später als Läuferin erfolgreich, hervor. Delafield wurde in Kentisbeare zur Vorsitzenden des Women’s Institute gewählt und hatte dieses Amt bis zu ihrem Tode inne.

## Literarisches Werk
Delafield, die die britische Schriftstellerin Charlotte M. Yonge verehrte und eine große Kennerin der Geschwister Brontë war, veröffentlichte von 1919 bis fast zu ihrem Lebensende jährlich mindestens einen Roman. Sie war mit der wohlhabenden Frauenrechtlerin und Verlegerin Margaret Mackworth gut befreundet und wurde von dieser zu einer der Leiterinnen des britischen Literaturmagazins Time and Tide bestellt. Für dieses Magazin, das zu diesem Zeitpunkt wöchentlich erschien, entwickelte Delafield 1930 das „Tagebuch einer Lady auf dem Lande“, das als wöchentliche Kolumne und 1930 bei Macmillan Publishers auch als Buch erschien. Es ist das bekannteste Werk der Autorin. Delafield und ihre Erzählung wurden im Jahr 2004 in der Simpson-Episode Diatribe of a Mad Housewife als Esmé Delacroix parodiert.

## Romane und Erzählungen
- Zella Sees Herself (1915)
- A Perfectly True Story
- The War Workers (1918).
- The Pelicans  (1918)
- Consequences  (1919)
- Tension (1920)
- The Heel of Achilles (1920)
- Humbug (1921)
- The Optimist (1922)
- A Reversion to Type (1923)
- The Sincerest Form... (1924)
- Messalina of the Suburbs (1924)
- Mrs Harter (1924)
- The Chip and the Block (1925)
- Jill (1926)
- The Entertainment (1927)
- The Way Things Are (1927)
- The Suburban Young Man (1928)
- What is Love? (1928)
- Women are Like That (1929)
- Turn Back the Leaves (1930)
- Diary of a Provincial Lady (1930)
- Challenge to Clarissa (1931)
- The Provincial Lady Goes Further (1932)
- Thank Heaven Fasting (1932)
- Gay Life (1933)
- General Impressions (1933)
- The Provincial Lady in America (1934)
- The Brontes, their lives recorded by their contemporaries (1935)
- The Bazalgettes (1936)
- Faster! Faster! (1936)
- As Others Hear Us: A Miscellany (1937)
- Nothing is Safe (1937)
- Ladies and Gentlemen in Victorian Fiction (1937)
- Straw Without Bricks: I Visit Soviet Russia (1937)
- Three Marriages (1939)
- The Provincial Lady in Wartime (1940)
- No One Now Will Know (1941) ".
- Late and Soon (1943)
- Love Has No Resurrection (1939)

## Bühnenstücke und Drehbücher
- Crime on the Hill (Drehbuch gemeinsam mit Vera Allinson, 1933), verfilmt mit Sally Blane, Anthony Bushell, Lewis Casson und Nigel Playfair.
- Moonlight Sonata (Drehbuch gemeinsam mit Edward Knoblock, 1938), verfilmt mit Paderewski, Charles Farrell, Marie Tempest und Eric Portman.
- To See Ourselves (1930)
- The Glass Wall (1932)
- The Little Boy

## Einzelbelege
1. ↑  http://rulers.org/ruln2.html
2. ↑   Governors of the Straits Settlements (Memento vom 11. November 2013 im Internet Archive).

| Personendaten    | Personendaten                                                                                           |
| ---------------- | --- |
| NAME             | Delafield, E. M.                                                                                        |
| ALTERNATIVNAMEN  | Dashwood, Edmée Elizabeth Monica (wirklicher Name); Pasture, Edmée Elizabeth Monica de la (Geburtsname) |
| KURZBESCHREIBUNG | britische Schriftstellerin                                                                              |
| GEBURTSDATUM     | 9. Juni 1890                                                                                            |
| STERBEDATUM      | 2. Dezember 1943                                                                                        |